# Altenhof (Wandlitz)

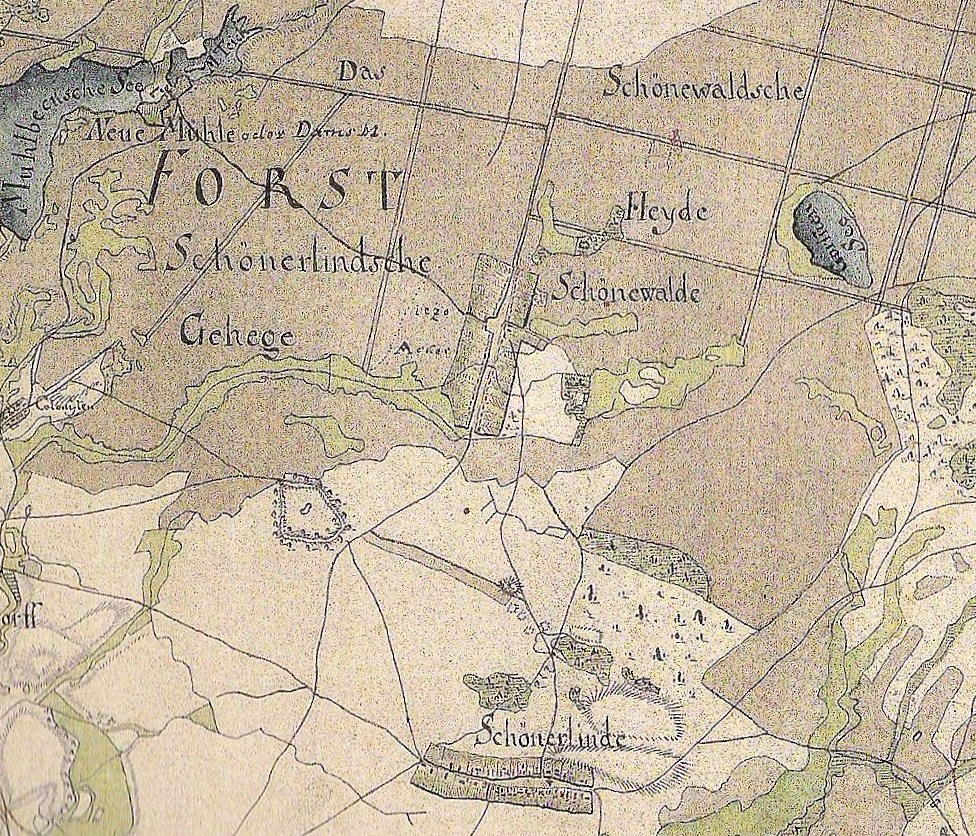
Umrisse der Reste des Altenhofs zwischen dem Schönerlindschen Gehege und Schönerlinde (1767–1787)

Der Altenhof in der Gemarkung Schönerlinde war ein Klosterwirtschaftshof (Grangie) des Klosters Lehnin. Er wurde im 13. Jahrhundert angelegt und bestand etwa bis ins 16. Jahrhundert. Die heutige Wüstung befindet sich im Süden der Gemeinde Wandlitz, etwa drei Kilometer nördlich der Stadtgrenze von Berlin, 1500 Meter nordwestlich des Dorfes Schönerlinde und 900 Meter südwestlich des Dorfes Schönwalde.
Die Reste des Wirtschaftshofes sind durch ein landwirtschaftlich genutztes Feld überdeckt. An die Vergangenheit erinnert ein südwestlich des ehemaligen Standortes gelegenes kleines Stillgewässer, das auf Ortskarten als „Klosterpfuhl“ verzeichnet ist. Der Altenhof erstreckte sich auf der Fläche nördlich und östlich des Pfuhls, was an schwarz gefärbten Bodenveränderungen erkennbar ist. Sie reichen im Osten bis an den in Nord-Süd-Richtung verlaufenden Weg heran, der einen Abschnitt der ehemaligen Bernauer Heerstraße bildete, ziehen sich dort etwa 100 Meter entlang und enden ungefähr 100 Meter nördlich des Klosterpfuhls.

## Geschichte
Bereits um 1210, unter Markgraf Albrecht II. von Brandenburg, hatten die Askanier ihre Herrschaft über den Barnim und die südliche Uckermark gefestigt. Sie wurde in späteren Verträgen mit den Herzögen Wartislaw III. von Pommern-Demmin und Barnim I. von Pommern-Stettin faktisch anerkannt. Nach dem Brandenburger Zehntstreit, der 1238 durch einen päpstlich initiierten Vergleich endete, kam es 1242 zur ersten urkundlichen Erwähnung von Schönerlinde, bei der der Ort Schönerlind mit anderen Dörfern von den gemeinsam regierenden Markgrafen Johann I. und Otto III. im Tausch gegen Besitzungen am „hangenden Berg“ bei Fürstenwalde dem Kloster Lehnin überlassen wurde. Nach Angaben in einem späteren Dokument behielten sich die Markgrafen die Bede sowie den Wagen- und Heerdienst vor.

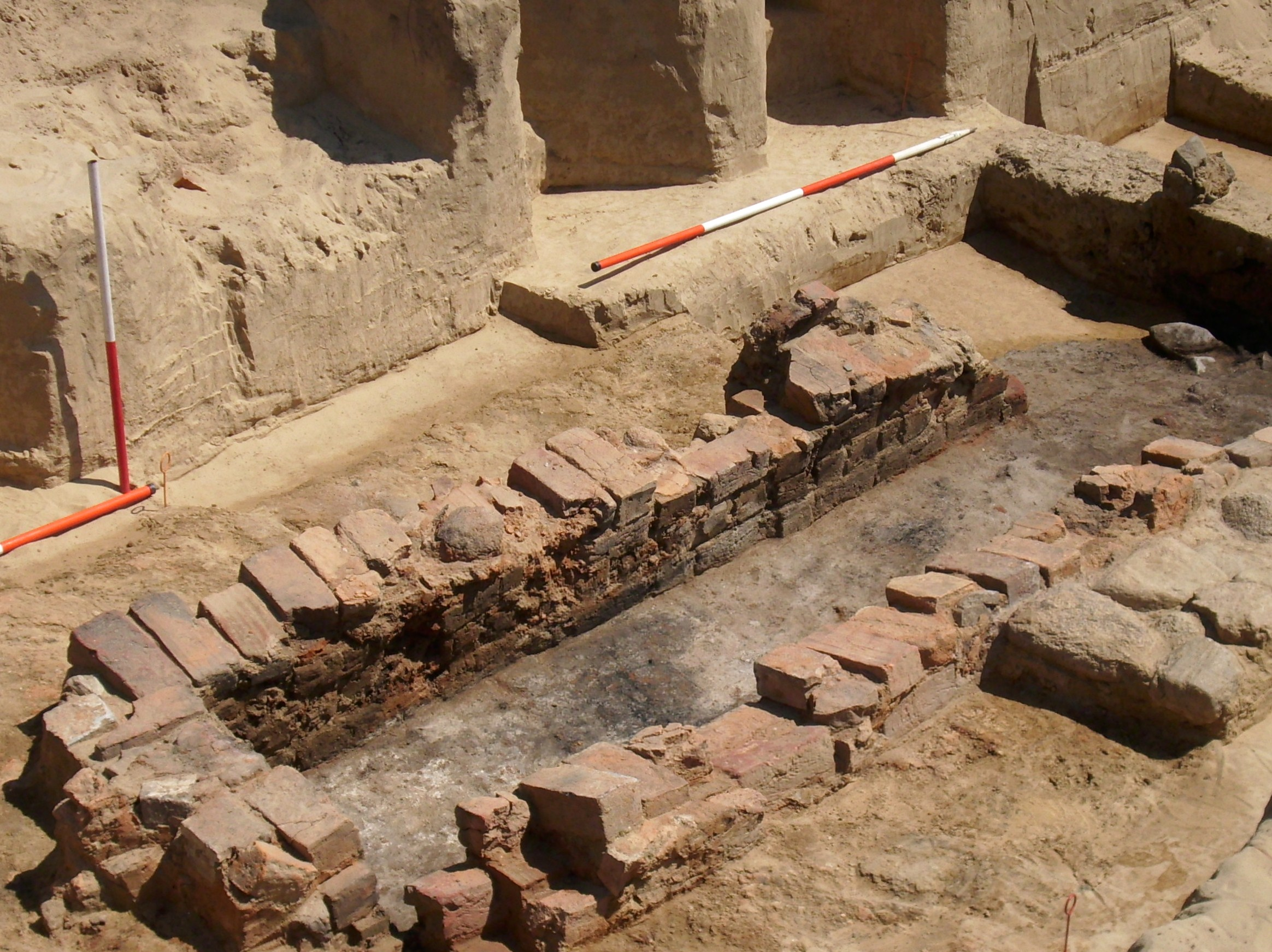
Reste des Brennraumes einer Heizung aus dem 13./14. Jahrhundert

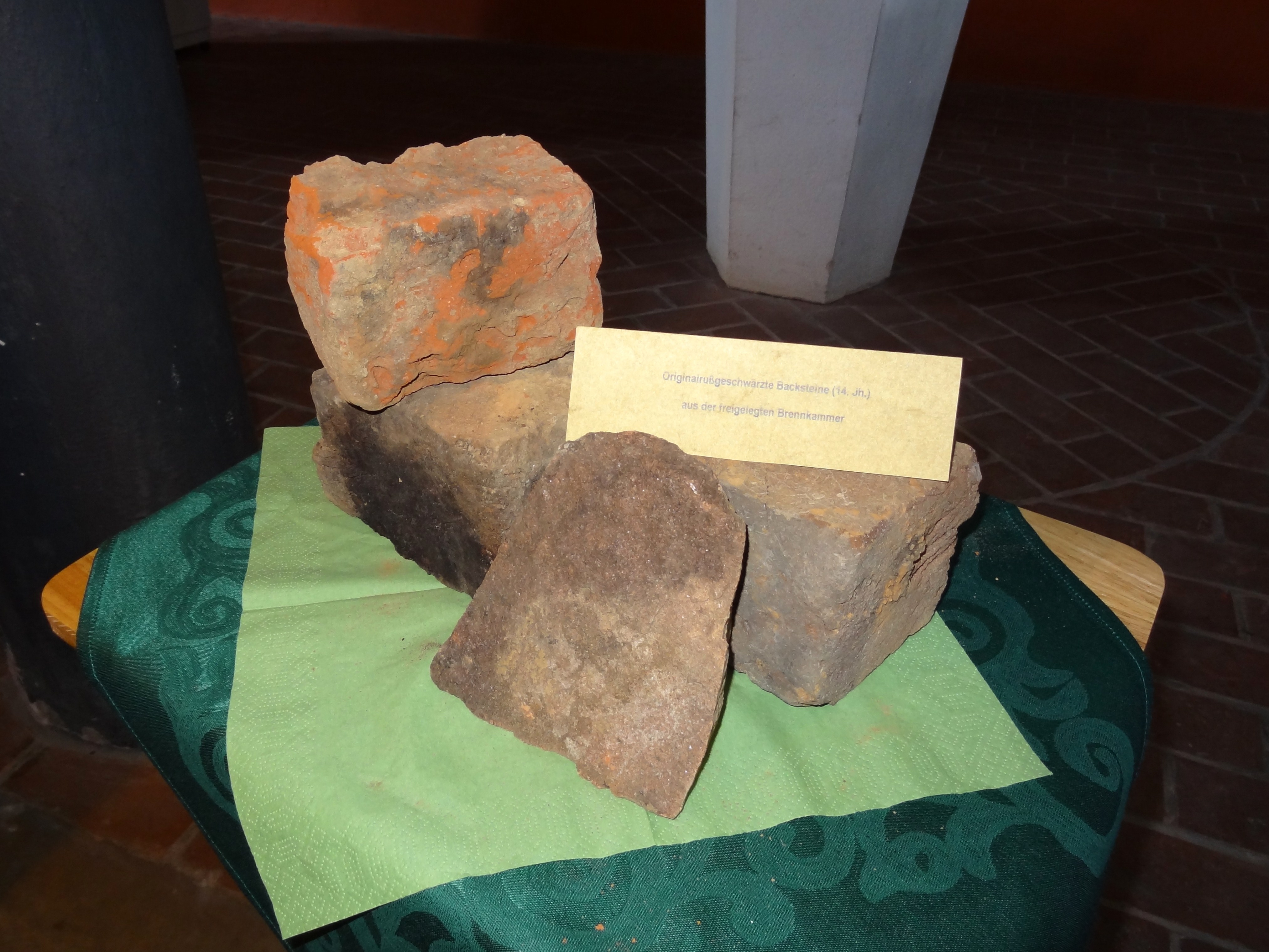
Original rußgeschwärzte Backsteine aus der freigelegten Brennkammer

Zur Verwaltung der erworbenen 33 Hufen Land (etwa 561 Hektar) bei Schönerlinde errichteten die Zisterziensermönche des Klosters an der alten Bernauer Heerstraße zwischen Blankenfelde und Eberswalde einen Wirtschaftshof, den Hof zu Schönerlinde, dessen erstmalige schriftliche Erwähnung allerdings erst aus der Mitte des 14. Jahrhunderts stammt. In einer 1357 in Brandenburg an der Havel ausgefertigten Urkunde anlässlich des dem Kloster Lehnin verliehenen Dreißigsten in den Dörfern Gohlitz und Wachow durch Bischof Dietrich II. Kothe von Brandenburg wird als Zeuge der Hofmeister zu Schönerlinde, der Konverse Petrus, genannt: „Petrus Conversus, magister curiae Schönerlinde“. Vom Wirtschaftshof in Schönerlinde, angelegt an der südlichen Waldgrenze des Schönerlindschen Geheges, der späteren Schönwalder Forst, wurden auch die Klostergüter in Basdorf (Erwerb 1302) und Mühlenbeck mit Summt (Erwerb 1415) verwaltet.
In der Herrschaftszeit des Kaisers Karl IV. hatten die Familien von Röbel auf Buch und von Bredow auf Buchholz Anteile an der Bede in Schönerlinde erworben, die die von Röbel 1425 vollständig und die von Bredow 1427 teilweise an das Kloster Lehnin verkauften. Aus dem Jahr 1440 berichtet eine Urkunde, dass Kurfürst Friedrich II. zu Schönerlinde einen Streit zwischen dem Bischof Stephan Bodecker von Brandenburg und dem Pfarrer von Strausberg wegen des Opfers auf dem Krähenberge vor Strausberg entschied, wobei der Klosterhof als einziges Quartier in Frage käme, das zu jener Zeit genügend Unterbringungsmöglichkeiten für den Fürsten und sein Gefolge zur Verfügung gestellt haben könnte. Die Wahrscheinlichkeit des Aufenthalts des Kurfürsten auf dem Hof zu Schönerlinde ergibt sich auch aus dem Einlagerrecht, dem Recht der Quartiernahme der Fürsten in den Klöstern oder auf ihren Gütern.
Mitte des 15. Jahrhunderts errichtete das Kloster Lehnin in Mühlenbeck einen neuen Wirtschaftshof. Wahrscheinlich aus Mangel an Laienbrüdern, die den Hof zu Schönerlinde bewirtschafteten, wurde der bisherige Freihof, als ein vom Zehnt und anderen Abgaben befreiter Hof, der keinem weltlichen Recht unterworfen war, unter Abt Arnold von Monnickendam in einen Pachthof mit Lehnsgütern umgewandelt. In einer Urkunde aus dem Jahr 1458 bezeugt Kurfürst Friedrich II. dem Kloster, dass

„der würdige und andächtige, unser Rat und lieber getreuer Herr Arnold, Abt zu Lehnin, den Hof zu Schönerlinde, der mit seinen Hufen frei war, mit unserem Willen und Gunst zu Pachthufen gelegt und gemacht hat. Dafür haben wir ihm, seinem genannten Kloster und Nachkommen, und dem neuen Hof, den er zu Mühlenbeck bauen lässt, zu ewiger Zeit gegeben den Dienst auf diesen nachgeschriebenen Höfen und Hufen, nämlich den Hof mit 6 Hufen, den Hans von der Linden jetzt hat, Tolges Hof mit 2 Hufen, Görgen Sachsens Hof mit 3 Hufen und Merten Sassens Hof mit 2 Hufen, alle im Dorf und der Feldmark zu Schönerlinde gelegen, also daß die genannten Höfe und Hufen und die, welche sie in zukünftigen Zeiten besitzen werden, mit allem Dienst dem zu Mühlenbeck dienen und dazugelegt, bestätigt und ewiglich bleiben sollen.“

Die Bedeutung des Hofes zu Schönerlinde ging danach an den neuen Hof zu Mühlenbeck über, in späteren Urkunden wird nicht mehr der Hofmeister zu Schönerlinde, sondern der zu Mühlenbeck erwähnt. Aus dem Schönerlinder Hof wurde der Alte Hof oder Altenhof. Zur Verwaltung des Mühlenbecker Hofes kamen neben den bisher vom alten Hof bewirtschafteten Flächen die Klostergüter von Schildow hinzu (Erwerb 1476).
Noch 1505 heißt es in einer Urkunde des Amts- und Erbregisters zu Mühlenbeck, dass Schönerlinde 21 Häfner und 12 Kossäten habe, die mit „Hand- und Fußdiensten“ dem Kloster verpflichtet seien. Mit Einführung der Reformation ab 1539 unter Joachim II. fielen die Klostergüter durch die Säkularisation 1542 dem Kurfürsten zu. Schönerlinde einschließlich des alten Hofes wurde 1561 dem kurfürstlichen Domänenamt Mühlenbeck unterstellt und von einem Amtsschreiber geleitet. Ausgehend vom Verzeichnis von 48 Hufen für Schönerlinde im Landbuch Karls IV. von 1375 ist der Zuwachs auf 81 Hufen, die 1624 genannt werden, auf den Einzug der Klostergüter zurückzuführen. Der nicht mehr benötigte Altenhof geriet in Verfall, was möglicherweise durch die Auswirkungen des Dreißigjährigen Krieges beschleunigt wurde. Im Jahr 1714 noch als Ruine erkennbar, verwendete man um 1750 viele der Steine des ehemaligen Klosterhofes für Ortsbauten, bis um etwa 1830 die letzten Reste verschwanden.

## Oberflächen- und Grabungsfunde
Am 7. November 1941 lieferte ein Willy Wilke nach eigenen Angaben im Herbst 1932 gemachte Bodenfunde ab, die er 2,2 Kilometer nordwestlich der Schönerlinder Kirche mit dem Grundstückseigentümer auf dessen Ackerland fand, einem Herrn Schulze aus Schönerlinde, Nachfahre der dortigen Dorfschulzen. Bei den Fundstücken handelte es sich um graublaue Scherben. Herr Wilke erklärte zu seinen „Oberflächenfunden um den Klosterpfuhl“ handschriftlich: „Es wäre dies eine Bestätigung der Örtlichkeit wie sie Wilhelm Tessendorff in seinem Aufsatz „Altenhof bei Schönerlinde, … Eine verschwundene Grangie des Klosters Lehnin“ Brandenburgia 1930 S. 138 aus der Literatur geschlossen hat.“ Willy Wilke hatte vermutlich in Kenntnis des Aufsatzes von Wilhelm Tessendorff gezielt nach Resten des Altenhofs gesucht.

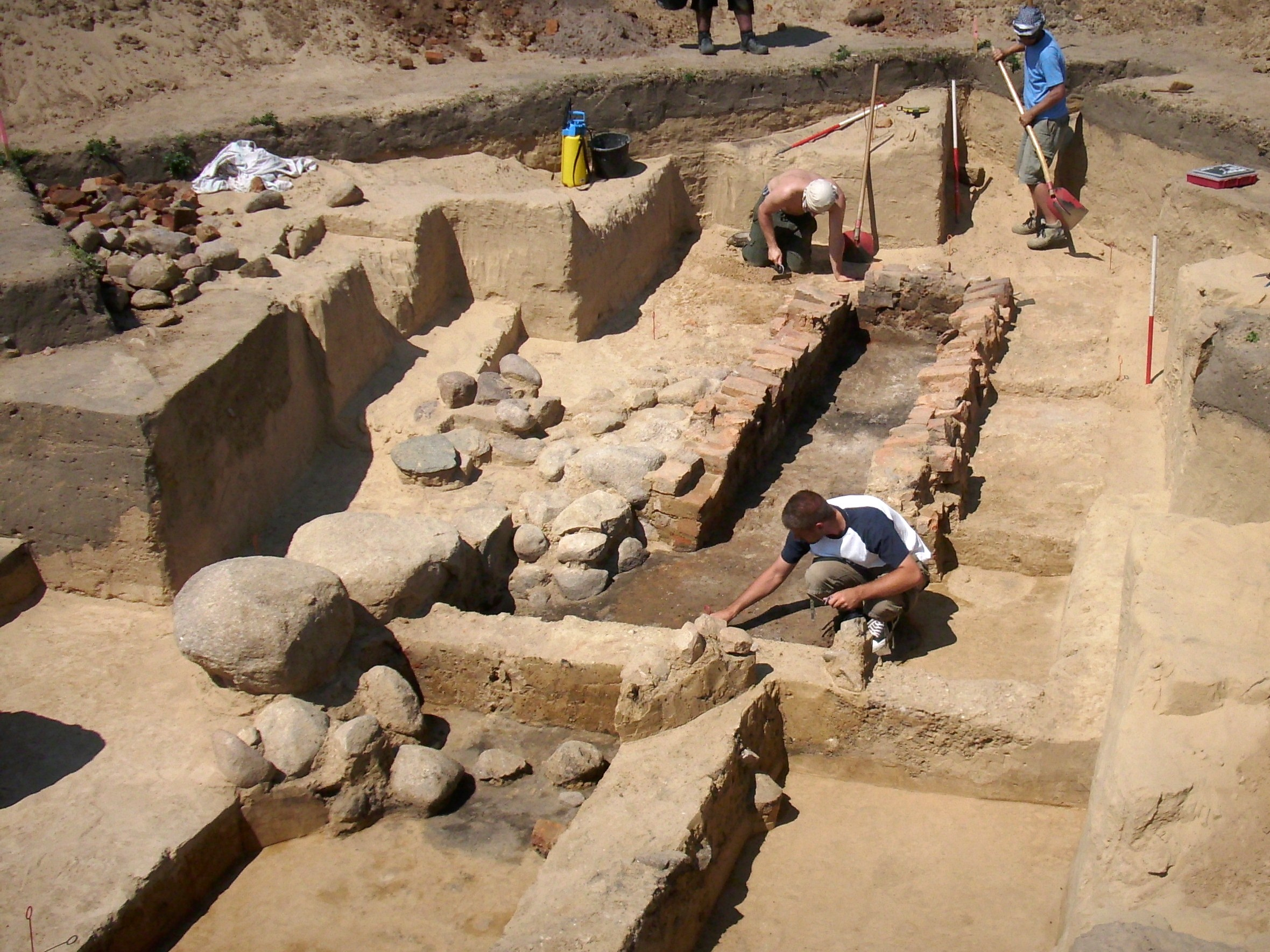
Ausgrabung der Hochschule für Technik und Wirtschaft Berlin im Mai 2011

F. Paulus, ein Pfleger aus Berlin, aus der Rathenower Straße 30, übergab am 25. Februar 1942 der Abteilung für Vor- und Frühgeschichte des Märkischen Museums in Berlin einen Feuersteinabspliss, Scherben, gebrannten Lehm und Eisenschlacke, die er am 25. September 1938 an der Oberfläche des Standortes des ehemaligen Altenhofs gefunden hatte. Die Funde wurden laut Eingangsvermerk E 173-4E 173-42 dem Brandenburgischen Landesamt für Vor- und Frühgeschichte überwiesen.
Zu den neueren Funden gehören die Oberflächenfunde des Schönwalders Hanns-Eckard Sternberg nordöstlich des Klosterpfuhls. Am 4. April 2002 trug er dort an Grauware 12 Randscherben, 4 Sattelhenkelscherben, 34 gegurtete Wandungsscherben und 155 unverzierte Wandungsscherben zusammen. An Steinzeug fand Sternberg 2 weißgraue und ockerfarbene Randscherben und 1 Wandungsscherbe sowie 2 rotbraune Randscherben und 6 Wandungsscherben. Dazu kommen 16 Ziegel- und Dachziegelfragmente und 2 Stücken Schlacke. Die Funde befinden sich heute in der Außenstelle Frankfurt (Oder) des Brandenburgischen Landesmuseums für Ur- und Frühgeschichte.
Die erste archäologische Grabung am ehemaligen Standort des Altenhofs, eine Oberflächengrabung, fand im Jahr 2004 statt. Sie wurde durch das Brandenburgische Landesamt für Denkmalpflege durchgeführt. Mit Metalldetektoren fand man geschmiedete Eisennägel, Eisenriegel und anderes. Vom 16. bis 31. Mai 2011 wurde nordöstlich des Klosterpfuhls eine Grabung der Hochschule für Technik und Wirtschaft Berlin durchgeführt. Unter der Leitung von Thomas Schenk untersuchten Grabungstechnik- und Geoarchäologiestudenten die Bodenschichten bis in eine Tiefe von fast drei Metern. Dabei fand man in einer Tiefe von 1,70 Meter auf einer Fläche von 3,00 × 0,60 Metern Reste eines Brennraumes für eine Unterboden-Heißluftheizung. Neben verschiedenen Keramikscherben gilt eine Münze als herausragendes Fundstück. Sie zeigt ein Herrscherbildnis mit Schwert und Adler und der randläufigen Aufschrift „OTTO“. Die Münze konnte bisher nicht datiert werden.